# Roots and Wings
Roots and Wings is het vierde (Engelstalig) album van de Belgische band Vaya Con Dios uit 1995. Het album bevatte drie singles, met name Lonely Feeling, Stay with Me en Don't Break My Heart.

## Tracklist
1. Lonely Feeling
2. Stay with Me
3. Hot August Night
4. Don't Break My Heart
5. Mind on Vacation
6. Call on Me
7. What If?
8. Evening of Love
9. Paradise
10. Get to you
11. Don't Hate you Anymore
12. Movin' On

## Meewerkende muzikanten
- Muzikanten:
  - Andrew Smith (gitaar)
  - Benny Lattimore (backing vocals)
  - Charles Rose (hoorn)
  - Clayton Ivey (Hammond, keyboards, Wurlitzer)
  - Conny Jackson (backing vocals)
  - Dani Klein (backing vocals, zang)
  - David Byrom (gitaar)
  - David Hood (basgitaar)
  - Frederick Starks (backing vocals)
  - Gavin Wright (viool solo)
  - Guy Waku (backing vocals)
  - Hossam Ramzy (percussie)
  - Jade Jaguar (backing vocals)
  - Jerry Smith (zang)
  - John Thompson (basgitaar)
  - Larry Byrom (gitaar)
  - Luis Jardim (percussie)
  - Maria Lekranty (backing vocals)
  - Mark Walker (clavinet, keyboards, piano, Rhodes, Wurlitzer)
  - Nick Ingman (viool)
  - Niketha Grubbs (backing vocals)
  - Phil Hudson (gitaar)
  - Philippe Allaert (backing vocals, drums, synthesizer)
  - Roger Hawkins (drums)
  - Samia (zang)
  - Simon Schoovaerts (drums, Rhodes, synthesizer, tamboerijn)
  - Thierry Van Durme (gitaar)
  - Verona Davis (backing vocals)
  - William Wright (rap)